# Condado de Furnas
El condado de Furnas (en inglés: Furnas County), fundado en 1873 y con su nombre en honor al gobernador Robert W. Furnas, es un condado del estado estadounidense de Nebraska. En el año 2000 tenía una población de 5.324 habitantes con una densidad de población de 3 personas por km². La sede del condado es Beaver City, aunque la ciudad más grande es Cambridge.

## Geografía
Según la oficina del censo el condado tiene una superficie total de 1867 km² (720,8 mi²), de los que 1860 km² (718,1 mi²) son tierra y 7 km² (2,7 mi²) (0.34%) son agua.

### Condados adyacentes
- Condado de Harlan - este
- Condado de Norton - sur
- Condado de Decatur - suroeste
- Condado de Red Willow - oeste
- Condado de Frontier - noroeste
- Condado de Gosper - norte
- Condado de Phelps - noreste

## Demografía
Según el 2000 la renta per cápita media de los habitantes del condado era de 30.498 dólares y el ingreso medio de una familia era de 37.000 dólares. En el año 2000 los hombres tenían unos ingresos anuales 26.563 dólares frente a los 19.918 dólares que percibían las mujeres. El ingreso por habitante era de 17.223 dólares y alrededor de un 10,60% de la población estaba bajo el umbral de pobreza nacional.

## Ciudades y pueblos
- Arapahoe
- Beaver City
- Cambridge
- Edison
- Hendley
- Holbrook
- Oxford de modo parcial
- Wilsonville